# الباكستانية (مصطلح)

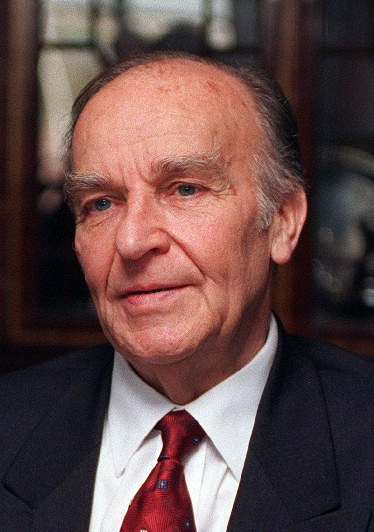
علي عزت بيجوفيتش، أول رئيس لجمهورية البوسنة والهرسك مؤلف كتاب الإعلان الإسلامي

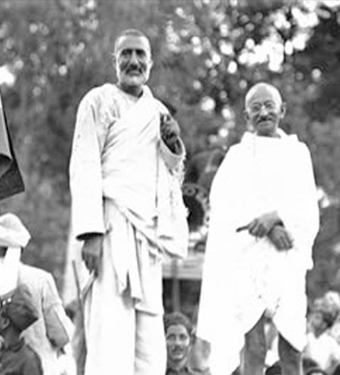
خان عبد الغفار خان ومهاتما غاندي في المؤتمر الوطني الهندي المعارض بشدة لتقسيم الهند

الباكستانية Pakistanism أو Pakistanization هي عبارة جديدة تشير إلى التقسيم المستمر لأي مجتمع على أسس دينية.[بحاجة لمصدر] في أوروبا بدأ علي عزت بيجوفيتش، أول رئيس لجمهورية البوسنة والهرسك، في تبني "النموذج الباكستاني" في الستينيات، مما أدى إلى إبعاد الصرب الذين قد يستخدمون هذه الأيديولوجية لمهاجمة البوشناق لاحقًا،  بينما كان في كتابه الإعلان الإسلامي "وصف باكستان بأنها دولة نموذجية يجب أن يقتدي بها الثوار المسلمون في جميع أنحاء العالم". 

## انتشار المصطلح
استلهم بعض سكان غرب أفريقيا حركة الاستقلال الهندية.  عام 1920 قام المتعلمون من غرب أفريقيا بتشكيل المؤتمر الوطني لغرب أفريقيا البريطانية، والذي صاغ اسمه على غرار المؤتمر الوطني الهندي.  بالنسبة الى علي المزروعي كان وجه حركة الاستقلال الهندية الذي وجده سكان غرب إفريقيا أكثر إثارة للإعجاب هو وحدة سكان الهند أثناء النضال.  في عام 1936 قال إتش.أو.ديفيزː ("يجب على الأفارقة أن يحذوا حذو الهنود – فالسبيل الوحيد هو أن يتعاون الأفارقة ويقدموا التضحيات في النضال من أجل الحرية". )
بحسب علي المزروعيː ("لكن ظهور الرابطة الإسلامية في الهند كحركة انفصالية خطيرة سرعان ما حطم أسطورة الوحدة في النموذج الهندي. ودخلت كلمة جديدة إلى مفردات القومية في غرب أفريقيا – وكانت  "باكستانية".)
أصبح كوامي نكروما من غانا ونامدي أزيكيوي من نيجيريا قلقين بشأن باكستان المحتملة في بلديهما وفي أفريقيا ككل.    يحتوي البيان الانتخابي لحزب المؤتمر الشعبي لعام 1954 على الرسالة التالية: ("لقد شهدنا مأساة الطائفية الدينية في الهند وأماكن أخرى. لا تدع لنا أن نعطيها فرصة لتترسخ وتزدهر في غانا. فلتسقط الباكستانية!" )

## نيجيريا
أصبحت النزعة الباكستانية مصدر قلق في حركة استقلال نيجيريا. تتألف التقسيمات الفرعية الرئيسية في نيجيريا من المنطقة الشمالية التي يهيمن عليها الهوسا الفولاني، والمنطقة الغربية التي يهيمن عليها اليوروبا، والمنطقة الشرقية التي يهيمن فيها الإيغبو. بالإضافة إلى هذه الاختلافات العرقية، كانت المنطقة الشمالية ذات أغلبية مسلمة، بينما كانت المناطق الغربية والشرقية ذات أغلبية مسيحية. في الخمسينيات، كانت المنطقة الشمالية مهددة بالانفصال. كانت المنطقة الشمالية أول منطقة مهددة بالانفصال.  في المؤتمر العام في إبادان عام 1950، طالب مندوبو المنطقة الشمالية بـ 50% من مقاعد المجلس التشريعي النيجيري وهددوا بالانفصال إذا لم يحدث ذلك.  في عام 1958، قال نامدي أزيكيوي:"من الضروري عدم خلق سوء النية من أجل تشجيع وجود باكستان في هذا البلد."  
كان الهدف الأصلي للانقلاب المضاد ضد حكومة جونسون آغوي-إيرونسي في 29 يوليو 1966، هو تسهيل انفصال المنطقة الشمالية عن بقية نيجيريا. 

## السودان
في فبراير 2011 استخدم المزروعي هذا المصطلح لوصف تقسيم السودان إلى السودان وهو مسلم في المقام الأول، وجنوب السودان، وهو مسيحي وأرواحي في المقام الأول. 

## أنظر أيضا
- البلقنة
- نظرية الدولتين